# Mussardia grandis
Mussardia grandis là một loài bọ cánh cứng trong họ Endomychidae. Loài này được Dajoz miêu tả khoa học năm 1975.